# محمد حسان
محمد بن إبراهيم بن إبراهيم بن حسان المعروف بـ"محمد حسان" (8 أبريل 1962)، داعية إسلامي مصري. حاصل على درجة الدكتوراه مع مرتبة الشرف من الجامعة الأمريكية، المقدمة بعنوان (منهج النبي في دعوة الآخر) ، حصل على البكالوريوس من كلية الإعلام بجامعة القاهرة وعمل مدرساً لمادتي الحديث ومناهج المحدثين في كليتي الشريعة وأصول الدين بجامعة الإمام محمد بن سعود فرع القصيم.

## نشأته
ولد في قرية "دموه" مركز دكرنس بمحافظة الدقهلية في بيت متواضع، تولى تربيته جده لأمه وألحقه بكُتّاب القرية وهو في الرابعة من عمره، فما أن بلغ الثامنة إلا وكان قد حفظ القرآن الكريم كاملاً على يد مصباح محمد عوض، الذي ألزمه بحفظ متن أبي شجاع في الفقه الشافعي وبعض متون العقيدة. لاحظ جده قوة حفظه الشديدة فألزمه بحفظ كتاب رياض الصالحين، فأنهى حفظه في الثانية عشرة من عمره، ثم حفظ الأجرومية ودرس على يد شيخه مصباح التحفة السنية، فعشق اللغة العربية والشعر من صغره. بدأ بالتدريس في الجامع الكبير في القرية وهو في الثالثة عشرة من عمره بكتابي فقه السنة ورياض الصالحين. ثم كُلف من جده لأمه أن يخطب الجمعة وكانت أول خطبة في قرية ميت مجاهد المجاورة لقرية دموه وهو في سن الثالثة عشرة، وكانت خطبته عن الموت، وحاز إعجاب المصلين فدعاه شيخ المسجد للخطابة في الجمعة المقبلة. ومن ذلك الوقت لم يترك خطبة الجمعة إلا نادرا.

## رحلته العلمية
سافر إلى الأردن في الثامنة عشرة من عمره وحضر بعض اللقاءات القليلة للشيخ الألباني. وبعد فترة الجامعة التحق بمعهد الدراسات الإسلامية بالقاهرة، ولم تكتمل دراسته في المعهد بسبب فترة التجنيد الإلزامي. ذهب مع الشيخ صفوت نور الدين للقاء الشيخ عبد العزيز بن باز، وبدأ في تلقي العلم على يد بن باز فسمع منه كثيرًا من الشروح مثل شرح فتح الباري والنونية والعقيدة الطحاوية والواسطية وفي الفقه وأصوله وكثير من الشروح. أنهى الطحاوية كاملة على يد الشيخ ابن جبرين، ودرس عليه كثير من الشروح في الفقه وأصوله، والتفسير والعقيدة، ثم جلس بين يد الشيخ عبد القادر شيبة الحمد وأنهى شرح كتاب بلوغ المرام. ثم جلس في فترة القصيم بين يدي الفقيه محمد بن صالح العثيمين، ثم كلف بالتدريس في جامعة الإمام محمد بن سعود الإسلامية فرع القصيم كليتي الشريعة وأصول الدين، بتزكية من محمد بن صالح العثيمين، بتدريس مادة الحديث ومادة مناهج المحدثين ومادة تخريج وطرق الحديث. ثم حصل على درجة الدكتوراه مع مرتبة الشرف من الجامعة الأمريكية بلندن في رسالته العلمية المقدمة بعنوان (منهج النبي في دعوة الآخر)، وناقشت اللجنة العلمية المشرفة على الرسالة الشيخ حسان في أطروحته العلمية والمنهجية بمقر جامعة الأزهر وقررت منحه هذه الدرجة العلمية الرفيعة. وأشرف على رسالته الدكتور صابر طه عميد كلية الدعوة بجامعة الأزهر، وتشكلت لجنة المناقشة من الدكتور محمد العدوي الأستاذ بالجامعة، والدكتور طلعت عفيفي عميد كلية الدعوة سابقا، والدكتور محسن عبد الواحد عميد كلية الآداب بجامعة القاهرة.
وتتناول الرسالة طرق النبي صلى الله عليه وسلم ومنهجه في الدعوة إلى الله وتقدم صورا من سماحته صلوات الله عليه في مخاطبة الآخر ودعوته إلى الله الواحد.

## العمل الدعوي
كان له درس أسبوعي منتظم في مسجد مجمع التوحيد بالمنصورة حتى عام 2011. إلا أنه بعد اندلاع الثورة بمصر قلل لقاءه الأسبوعي إلى أن انقطع تماما عنه. ويقوم بالتدريس في معاهد إعداد الدعاة في المنصورة حيث يرأس مجلس إدارة مجمع أهل السنة، ويدرس مواد: العقيدة ومنهاج المحدثين، وتخريج أحاديث، وشرح حديث جبريل والسيرة النبوية. وله مئات الدروس والسلاسل العلمية والخطب، يوجد منها على مواقع طريق الإسلام والشبكة الإسلامية ونداء الإيمان والطريق إلى الله.

## برامجه التلفزيونية
- إنا عاملون.
- أزمة أخلاق.
- كلمة.
- فتاوى الرحمة.
- جبريل يسأل والنبي يُجيب برنامج في العقيدة.
- تفسير القرآن.
- من بيوت الله.
- أئمة الهدى ومصابيح الدجى.
- أمراض الأمة.
- سلسة أحداث النهاية.
- القضية.
- النداء.

## شيوخه
- الشيخ عبد العزيز بن باز
- الشيخ محمد بن صالح العثيمين
- الشيخ عبد الله بن جبرين.
- الشيخ عبد القادر شيبة الحمد.

## مؤلفاته
- كتاب حقيقة التوحيد.
- خواطر على طريق الدعوة.
- قواعد المجتمع المسلم.
- الإيمان بالقضاء والقدر.
- الثبات حتى الممات.
- أئمة الهدي ومصابيح الدجى.
- مسائل مهمة بين المنهجية والحركية.
- جبريل يسأل والرسول يجيب (ثلاثة مجلدات).
- دروس من سورة النور.
- صفات المنافقين.
- دروس في التربية.
- قبس من السنة.
- حقوق يجب أن تعرف (ثلاثة مجلدات).
- السيرة بين الحاضر والماضي.
- كتاب أحداث النهاية ونهاية العالم.
- كتاب الفتنة بين الصحابة.